# Tazmamart
Tazmamart var ett hemligt fängelse för politiska fångar i sydöstra Marocko. Fängelset har på senare tid blivit en symbol för förföljelsen av politiska dissidenter i Marockos moderna historia. Det är beläget på gränsen till Saharaöknen söder om Atlasbergen, nära staden Er-Rich mellan Errachidia och Midelt.
Tazmamart byggdes 1972 och inhyste främst deltagare från den andra statskuppen mot Hassan II i augusti 1972. Fängelset stängdes 1991 efter påtryckningar från inflytelserika politiker och grupper som kämpar för mänskliga rättigheter.

## Bakgrund
I början av 1970-talet utfördes två statskuppsförsök mot Marockos regent Hassan II. Det första, som ägde rum den 19 juli 1971, planerades av general Madbouh och överste Ababou. Det andra, som ägde rum den 16 augusti 1972, planerades av general Mohamed Oufkir. Bland deltagarna från det första statskuppsförsöket avrättades de högre officerarna medan andra, de flesta meniga och kompanibefäl, fängslades. Två år efter fängelsestraffets början förflyttades 58 fångar till det nybyggda fängelset Tazmaran där de omedelbart förlorade alla förmåner som de tidigare haft. Senare fördes även de överlevande från det andra statskuppsförsöket till fängelset, men även personer dömda för andra brott, däribland några Västsahara-nationalister och bröderna Bourequat vilkas brott är okänt. Fängelset var ett av omkring sex stycken som byggdes för att stävja de oroligheter som förekom i landet, främst för att fängsla vänsterradikaler.
Många av de fängslade var soldater som ofrivilligt blivit indragna i den första statskuppen. Vissa trodde att det rörde sig om en militärövning, andra hade följt med militärkolonnen bara för att få lift till staden. De flesta planeringsansvariga för kuppen avrättades; bland medhjälparna dömdes ingen till mer än tio års fängelse.

## Förhållanden
Även om tortyr och misshandel förekom i fängelset var det största hotet mot fångarnas liv misskötseln. Lägret var indelat i två bunkrar, A- och B-bunkern. Alla fångar var instängda i individuella celler som oftast mätte mindre än 3 x 1,5 meter, med mellan 1,50 och 1,60 meter i takhöjd. Inredningen begränsades till två filtar och ett hål som toalett. Fångarna fick i princip aldrig lämna sina celler, med ett fåtal undantag för begravningar av avlidna fångar. Ingen mänsklig kontakt tilläts, inget sol- eller annat ljus, ingen medicin eller annat som kunde skydda från sommarvärmen och vinterkylan.
Matransonerna var ytterst begränsade och syftade till att långsamt tappa fångarna på all kraft. Det enda som serverades var bönvälling, vatten och kaffe. Av de intagna dog 35 personer, vilket var över hälften av det totala antalet fångar. Bland överlevarna hade de flesta tillbringat 18 år i fängelselägret.

## Nedstängning och efterspel
Under de första åren kände ingen till Tazmamart och liknande fängelsers existens. De första ryktena började spridas i början på 1980-talet. Efter långvariga påtryckningar från utländska journalister, människorättsgrupper och andra inflytelserika aktörer erkände staten slutligen Tazmamarts existens 1991 och frigav de kvarlevande fångarna. Tazmamart är idag stängt men utgör en viktig symbol för den politiska förföljelse och grova behandling av dissidenter som förekom i Marocko under framför allt 1960- till 1980-talet. Flera minnesmarscher har hållits i närheten av fängelset, även om paramilitära soldater har sett till att ingen beträtt själva området.
Ett flertal böcker har utkommit av eller om tidigare fångar. Bland dessa märks Tahar Ben Jellouns Denna bländande frånvaro av ljus från 2001, Ali Bourequats Jag såg solen två gånger på tio år (In the Moroccan King's Secret Gardens) och Ahmad Marzoukis Tazmamart: Cell No. 10.